# アブネル・ヴィニシウス・ダ・シウヴァ・サントス
アブネル（Abner）またはアブネル・ヴィニシウス（Abner Vinícius）ことアブネル・ヴィニシウス・ダ・シウヴァ・サントス（ポルトガル語: Abner Vinícius da Silva Santos、2000年5月27日 - ）は、ブラジル・サンパウロ州プリジジンチ・プルジンチ出身のサッカー選手。リーグ・アン・リヨン所属。ブラジル代表。ポジションはDF。

## クラブ歴
地元のグレミオ・バルエリでサッカーを始め、モジミリンECを経て、2017年にAAポンチ・プレッタに加入。2019年にカンピオナート・ブラジレイロ・セリエB所属のトップチームに昇格し、同年3月16日にカンピオナート・パウリスタでプロ初出場。5月25日に初得点を記録した。
同年7月19日にアトレチコ・パラナエンセに5年契約で移籍、移籍金はクラブ史上最高額となった。8日後にはカンピオナート・ブラジレイロ・セリエAで初出場を記録した。
2023年1月16日、アレックス・モレノがアストン・ヴィラFCに移籍したことにより左サイドバックのポジションが手薄になっていたレアル・ベティスに2029年6月までの契約で移籍した。
2024年7月5日、オリンピック・リヨンに5年契約で移籍した。

## 代表歴
2021年7月2日に東京オリンピックメンバーに選出され優勝した。

## タイトル

### クラブ
アトレチコ・パラナエンセ
- カンピオナート・パラナエンセ : 2020
- コパ・スダメリカーナ : （2021）

### 代表
- オリンピック :（2020）